# Staatsgalerie Stuttgart

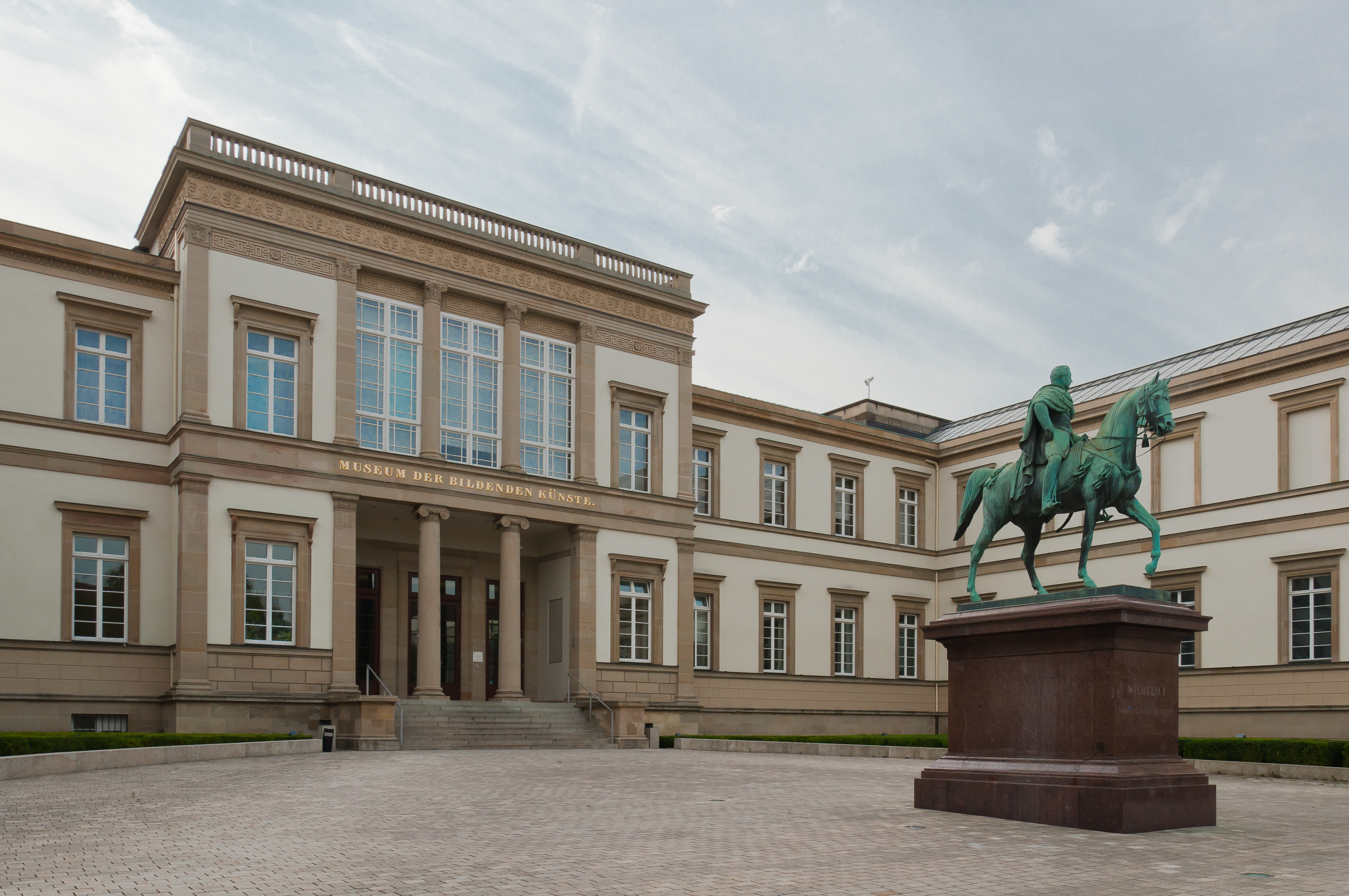
Alte Staatsgalerie (Foto: 2013)

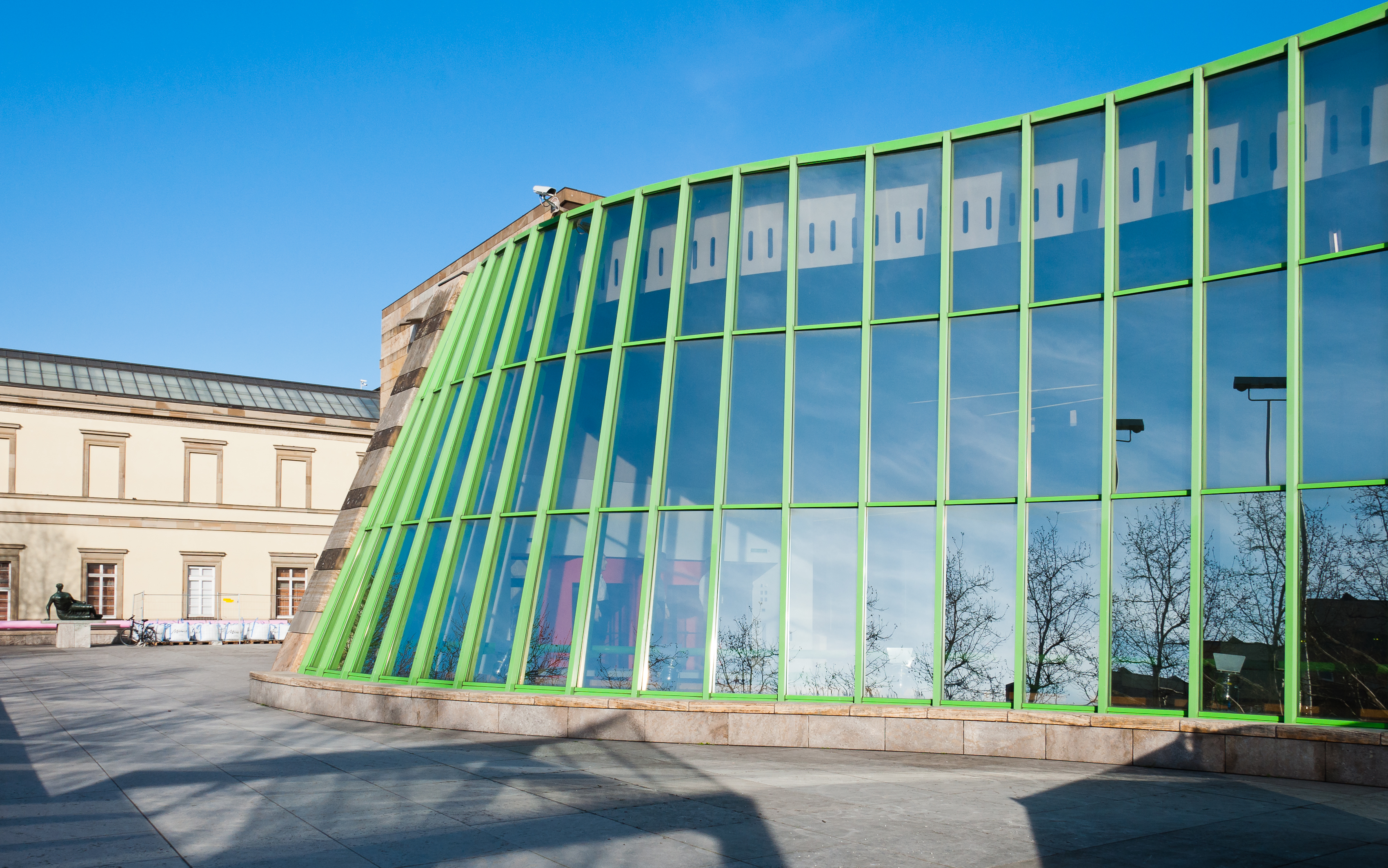
Neue Staatsgalerie (Foto: 2014)

Die Staatsgalerie Stuttgart ist eines der wichtigsten Kunstmuseen Baden-Württembergs und eine der bedeutendsten Kunstsammlungen Deutschlands. Sie wurde ursprünglich von König Wilhelm I. von Württemberg als Museum der Bildenden Künste gegründet. Der 1843 eröffnete Gründungsbau von Gottlob Georg Barth, die klassizistische Alte Staatsgalerie, zeigt Malerei ab dem Hochmittelalter sowie Skulpturen ab dem 19. Jahrhundert. Außerdem verfügt sie über eine umfangreiche graphische Sammlung. Der 1984 eröffnete Erweiterungsbau von James Stirling, die postmoderne Neue Staatsgalerie, gilt als Meisterwerk dieses Baustils in Deutschland.

## Architektur und Geschichte
Die Staatsgalerie Stuttgart setzt sich aus drei Gebäudeteilen zusammen, die für verschiedene Epochen der Museumsarchitektur stehen.

### Gründung
Die Staatsgalerie geht zurück auf die im Jahre 1843 unter der Bezeichnung Königliches Museum der Bildenden Künste eröffnete Gesamtkunstanstalt, welche die Stuttgarter Kunstschule und der ihr zugeordneten Kunstsammlungen des Staates räumlich zusammenfasste. Nach dem Ende der Monarchie erhielt sie den Namen Württembergische Staatsgalerie Stuttgart.

### Alte Staatsgalerie

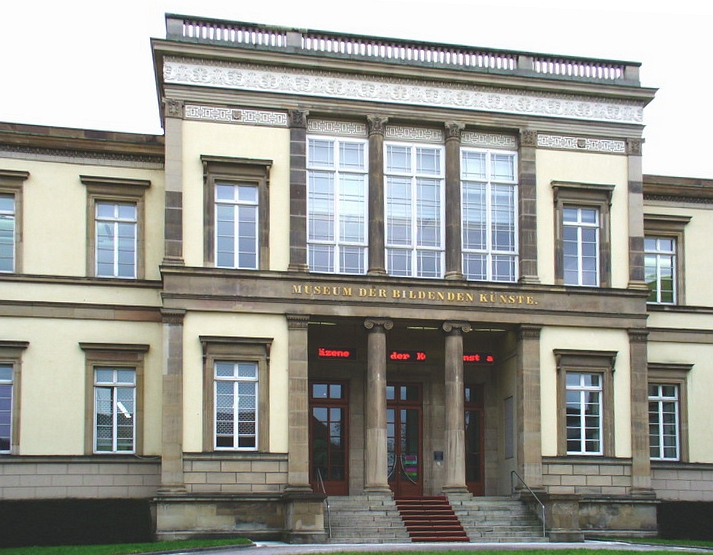
Alte Staatsgalerie (Foto: 2006)

In der klassizistischen Alten Staatsgalerie, welche zu den frühen Museumsbauten Deutschlands gehört, war ursprünglich neben den Kunstsammlungen auch die königliche Kunstschule untergebracht. Die Kunstsammlungen, die zunächst in erster Linie als Lehrsammlungen für die Kunstschüler dienten, umfassten die Gemäldesammlung, eine Vielzahl von Gipsabgüssen von Plastiken und das Kupferstichkabinett. Errichtet wurde das dreiflügelige Gebäude 1838 bis 1842 nach den Plänen des Architekten Gottlob Georg von Barth und 1843 als Königliches Museum der bildenden Künste eröffnet. Der ursprüngliche Bau wurde 1881 bis 1888 durch Albert von Bok nach hinten um zwei Flügel erweitert. Das gesamte 19. Jahrhundert hindurch waren Professoren der Kunstschule jeweils für ihre Sparten zugleich auch Sammlungsleiter.
Von 1901 bis 1907 wurden unter dem Direktor Konrad Lange die Galeriesäle umgestaltet und die Sammlung erstmals systematisch geordnet. Ab 1931 führte die „Gemäldeabteilung (Direktor Dr. Braune) [...] die Sammelbezeichnung ‚Staatsgalerie‘ und [war] mit den angegliederten Teilen, der graphischen und der plastischen Sammlung einschließlich der Gipssammlung auf die Gebäude Neckarstraße 32 (Museum der bildenden Künste: Gemäldesammlung und plastische Sammlung; ältere Plastik und Gipse) und Königstraße 32 (ehemaliges Kronprinzenpalais: neuere Gemälde schwäbischer Künstler, graphische Sammlung, plastische Sammlung: neuere Plastik) aufgeteilt“. 1944 wurde das ehemalige Kronprinzenpalais bei den schweren Bombenangriffen auf Stuttgart gänzlich, das Gebäude Neckarstraße 32 nahezu vollständig zerstört, ab 1946 wieder aufgebaut und 1958 neu eröffnet. Umfangreiche Sanierungsmaßnahmen fanden zwischen 2006 und 2010 statt.
Die Fotosammlung des Kupferstichkabinetts befindet sich in der Fotosammlung des Kunsthistorischen Instituts der Eberhard Karls Universität Tübingen und wird vom Museum der Universität Tübingen verwaltet.

### Neue Staatsgalerie

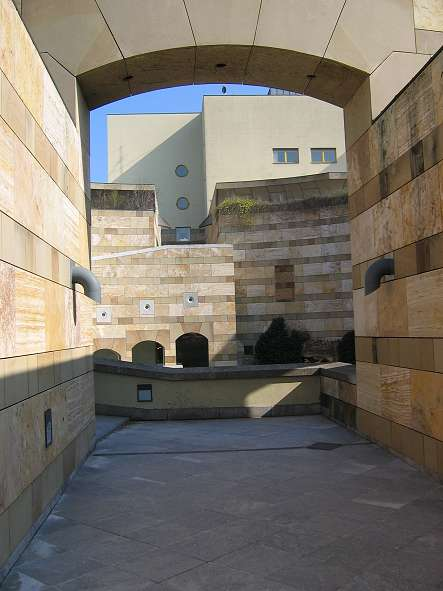
Blick in den Innenhof der Neuen Staatsgalerie

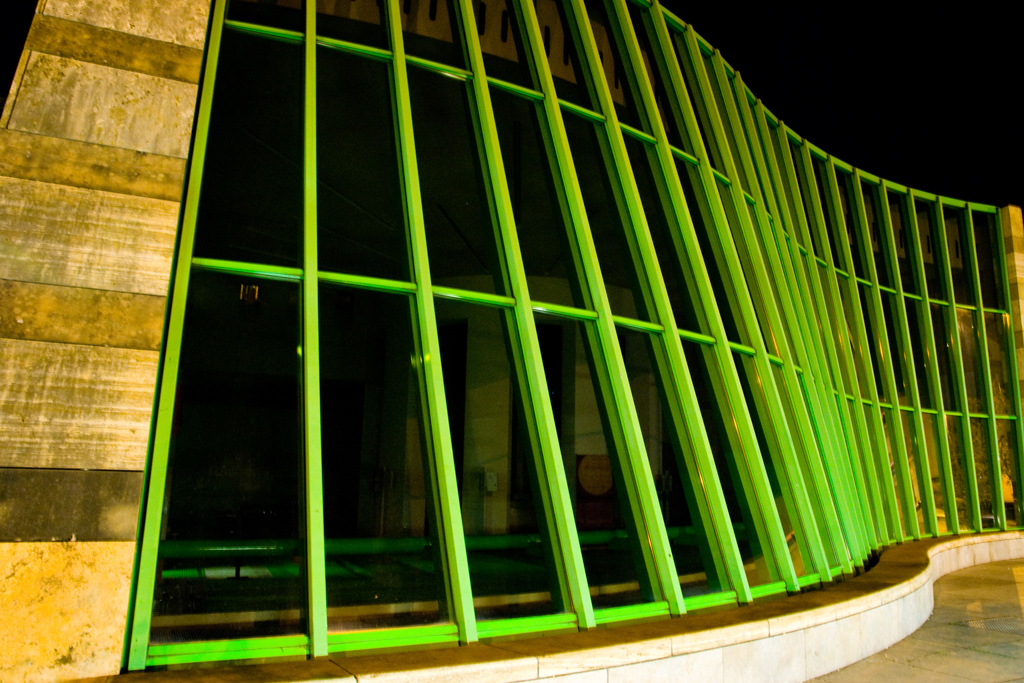
Fensterfront des Foyers der Neuen Staatsgalerie (Foto: 2009)

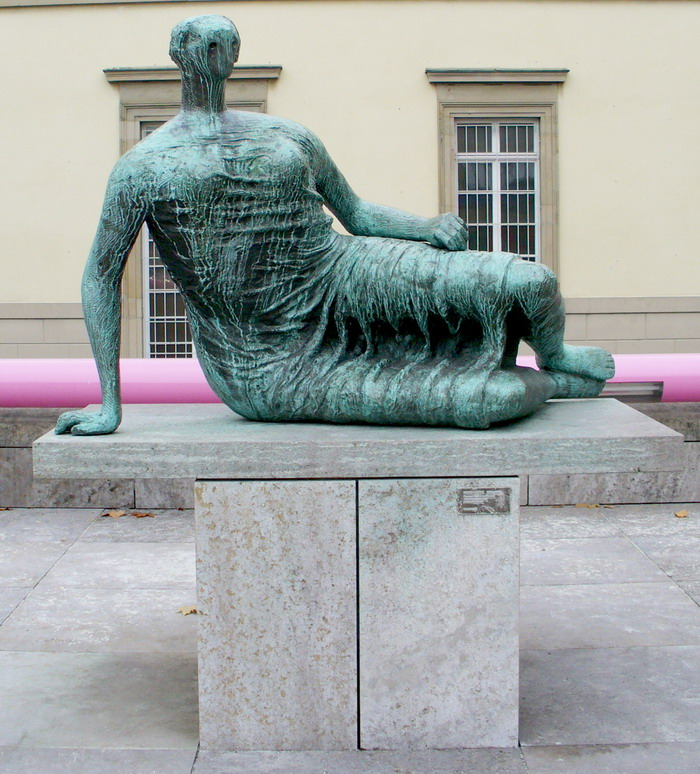
Henry Moore: Die Liegende, am Haupteingang zur Neuen Staatsgalerie (Foto: 2006)

1974 führte das Land Baden-Württemberg einen allgemeinen Ideenwettbewerb für das Museumsgelände durch. 1977 wurde ein internationaler beschränkter Wettbewerb für einen Erweiterungsbau zur Alten Staatsgalerie ausgeschrieben. Neben den sieben Preisträgern von 1974, darunter Günter Behnisch, wurden vier Ausländer eingeladen. Aus dem Wettbewerb ging der Entwurf des Londoner Büros James Stirling, Michael Wilford & Associates einstimmig als Sieger hervor. Am 9. März 1984 wurde die Neue Staatsgalerie eingeweiht. Sie gilt heute als eines der bedeutendsten Werke der Postmodernen Architektur in Deutschland. 1985 wurde vor dem Haupteingang die Skulptur Die Liegende von Henry Moore installiert.
Die unkonventionelle Architektur des Baus war zunächst sowohl beim Fachpublikum als auch in der breiten Öffentlichkeit umstritten. Ironisch verfremdete historisierende Bauformen und Verkleidungen im Wechsel aus Travertin und Sandstein kontrastieren mit grellgrünen Fenstern, bunten Stahlträgern und pink-blauen Handläufen. Die internationale Fachpresse reagierte überwiegend positiv. Aber führende Architekten wie Frei Otto und Architekturkritiker, wie der Österreicher Friedrich Achleitner, warfen Stirling die Monumentalität und die vielen historischen Zitate in seinem Bau vor – ein Tabubruch, weil die deutsche Architektur der Nachkriegszeit, in Abgrenzung zur Architektur der Nationalsozialisten, allem Monumentalen und Historisierenden aus dem Wege ging. Stirling konterte die Kritik: „Wir hoffen, daß der Bau… monumental geworden ist, weil Monumentalität in der Tradition öffentlicher Bauten liegt. Aber ebenso hoffen wir, daß er informell und ‚populistisch‘, volkstümlich, geworden ist.“ ()
Die Besucherzahlen stiegen im ersten Jahr nach der Eröffnung auf Platz zwei der deutschen Besucherstatistik.

### Erweiterungsbau der Alten Staatsgalerie
Von 2000 bis 2002 entstand als dritter Bau der Staatsgalerie ein Anbau an die Alte Staatsgalerie, in dem heute die Graphische Sammlung sowie zwei neue Ausstellungssäle und das Graphik-Kabinett untergebracht sind. Der Bau wurde entworfen von dem Schweizer Architekten-Ehepaar Katharina und Wilfrid Steib. Er umfasst insgesamt fünf Geschosse auf 70 Metern Länge und liegt östlich hinter der Alten Staatsgalerie, mit der er durch zwei Glasbrücken verbunden ist. Die über 400.000 Objekte umfassende Graphische Sammlung der Staatsgalerie hatte somit zum ersten Mal nach dem Zweiten Weltkrieg angemessene Räumlichkeiten zur Verfügung, um eine adäquate Unterbringung, Restaurierung und Präsentation der Werke zu gewährleisten.

### Mehrjährige Schließung ab 2028 wegen Sanierung
Am 6. September 2024 wurde bekannt, dass die Staatsgalerie ab 2028 wegen energetischer Sanierungsarbeiten für mehrere Jahre schließen wird. Die Kunstwerke aus dem 20. und 21. Jahrhundert sollen
während der Sanierungsphase im Kunstgebäude Stuttgart ausgestellt werden.

### Direktoren
Königliches Museum der Bildenden Künste
- 1843 bis 1881
- Carl Lemcke, 1881 bis 1901
- Konrad Lange, 1901 bis 1907
- Max Diez, 1907 bis 1915
- Heinrich Weizsäcker, 1915 bis 1919?

Württembergische Staatsgalerie Stuttgart
- Edwin Redslob, 1919 bis 1920?
- Hans Buchheit, 1920 bis 1921
- Otto Fischer, 1921 bis 1927
- Heinz Braune, 1927 bis 1946

Staatsgalerie Stuttgart
- Heinrich Theodor Musper, 1946 bis 1963
- Erwin Petermann, 1963 bis 1969
- Peter Beye, 1969 bis 1994
- Christian von Holst, 1994 bis 2006
- Sean Rainbird, 2006 bis 2012
- Christiane Lange, seit 2013

## Sammlung

### Sammlungsgeschichte Malerei und Plastik

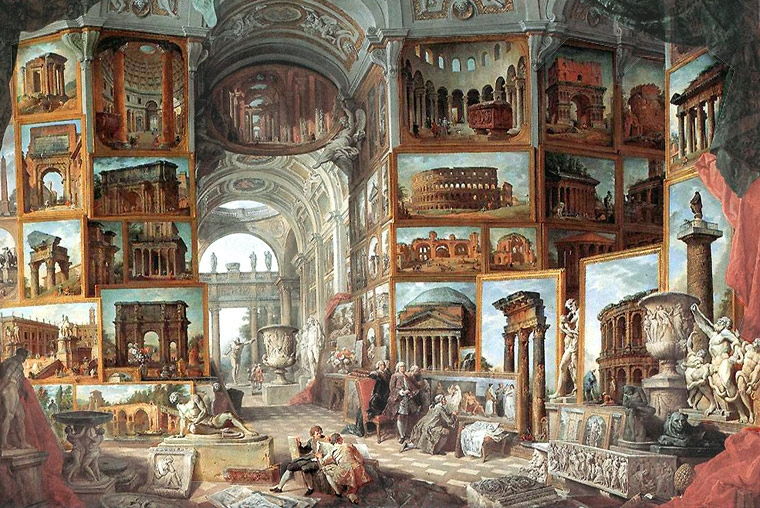
Giovanni Paolo Pannini: Roma Antica, 1754–1757

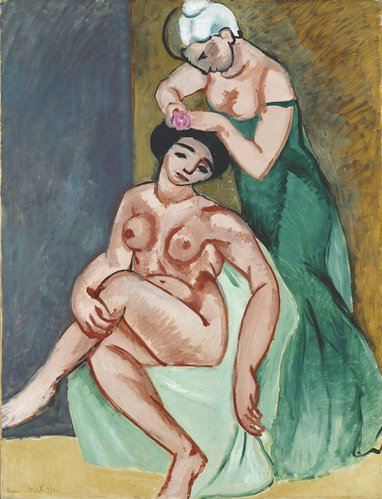
Henri Matisse: La coiffure, 1907

Max Beckmann: Selbstbildnis mit rotem Schal, 1917

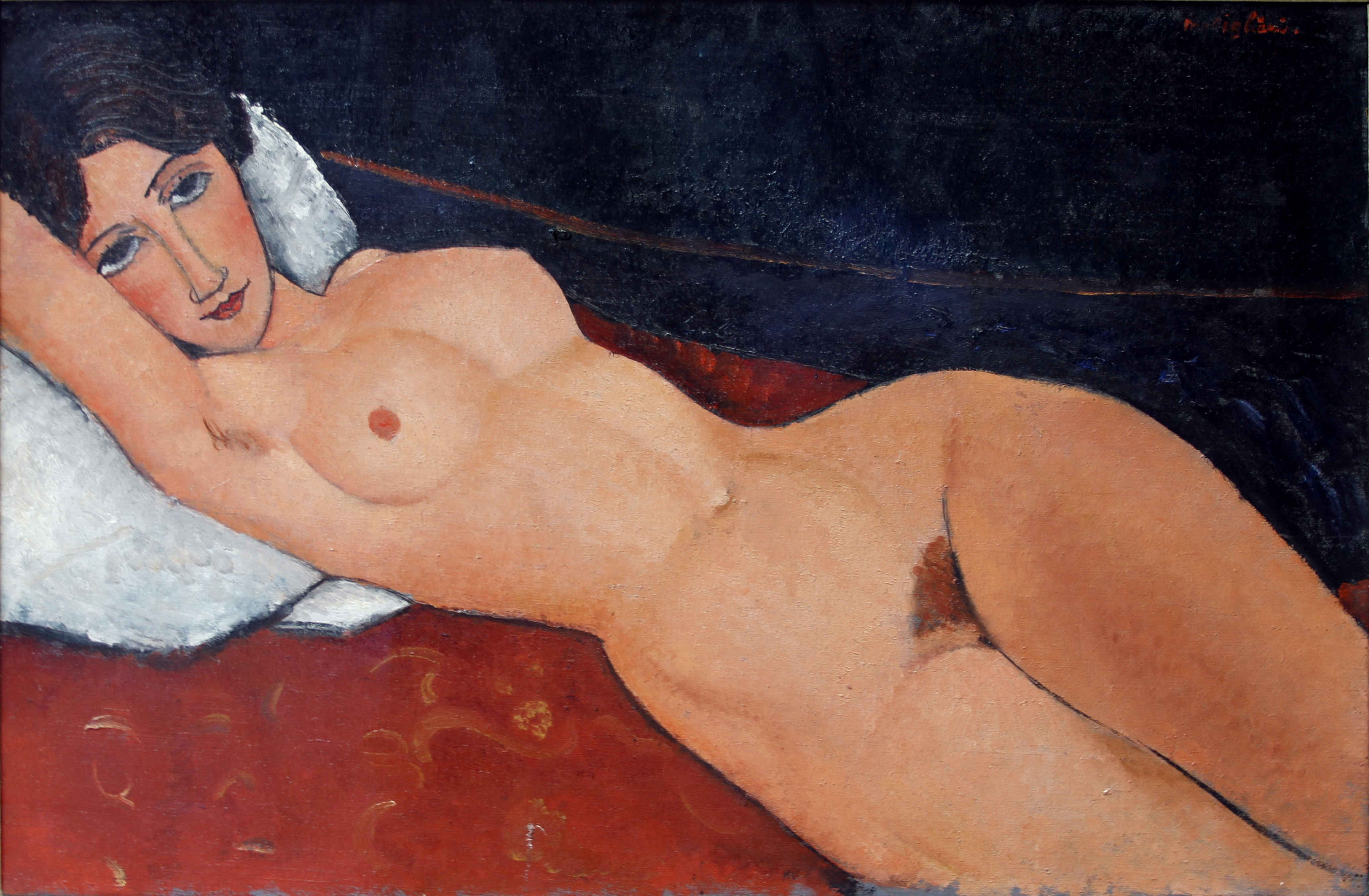
Amedeo Modigliani: Liegender Frauenakt auf weißem Kissen, 1917

Die Sammlung der Staatsgalerie umfasst insgesamt rund 5000 Gemälde und Plastiken. Die Geschichte geht bis ins 18. Jahrhundert zurück. In dieser Zeit legten die württembergischen Herzöge durch ihre Sammlungen den Grundstock.
Die Staatsgalerie beherbergt unter anderem:

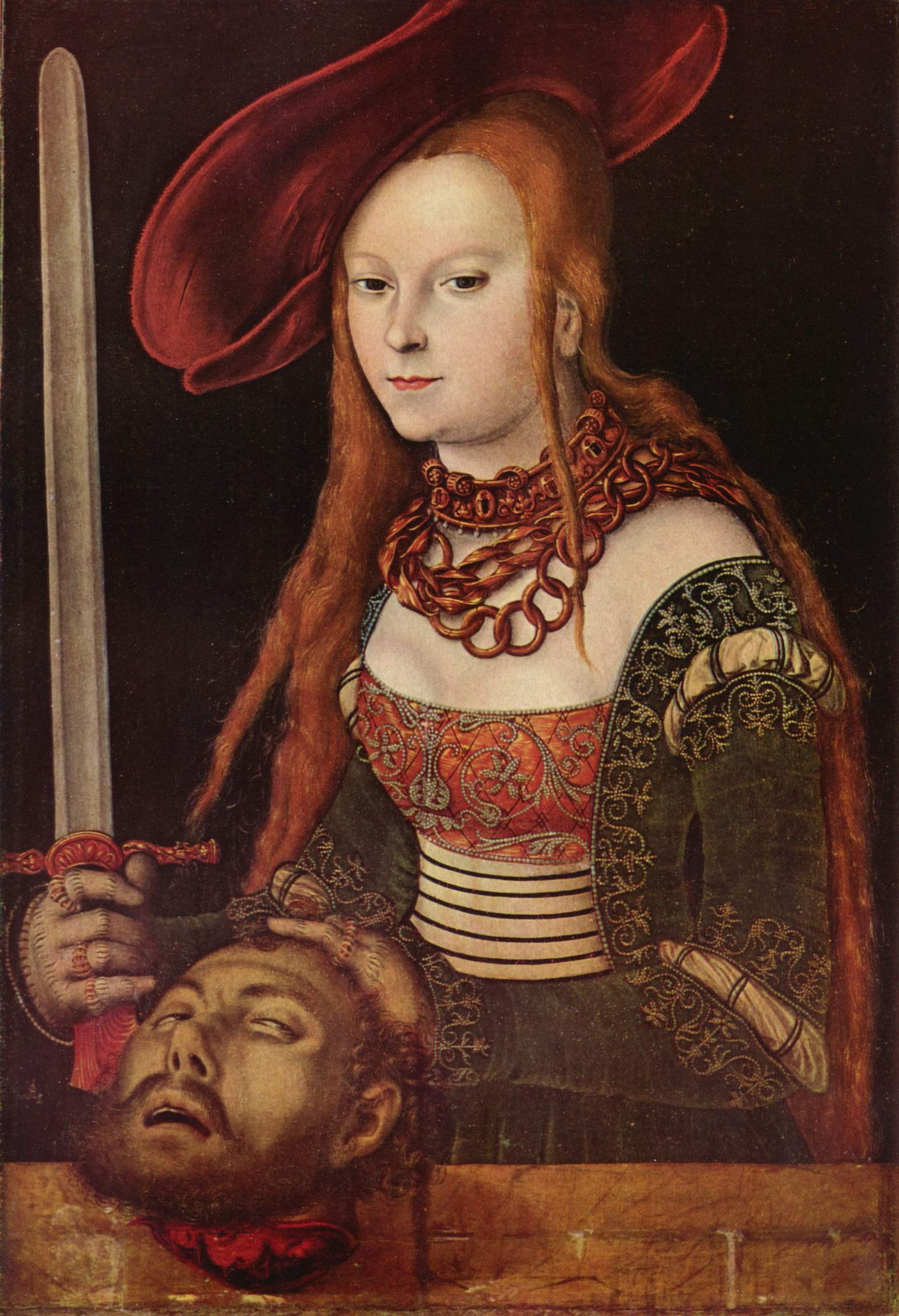
Lucas Cranach der Ältere: Judith mit dem Haupt des Holofernes, etwa 1530

Altdeutsche Malerei 1300–1550
Der Grundstock diese Bestandes wurde 1859 durch den Ankauf von 73 altschwäbischen Tafelbildern, unter anderem von Bartholomäus Zeitblom, aus der Sammlung Carl Gustav Abels gelegt.
Durch die Initiative von Direktor Konrad von Lange (1901–1907) wurde die Sammlung im 20. Jahrhundert entscheidend erweitert. Das Museum konnte nicht nur wichtige Werke wie den Mühlhausener Flügelaltar (auch „Prager Altar“) und den Ehninger Altar erwerben, sondern auch zahlreiche Gemälde aus königlichem und kirchlichem Besitz. Konrad Lange legte den Schwerpunkt auf die Profilierung und die Akzentuierung des altschwäbischen Bestandes. 1924 kam der Herrenberger Altar, das Hauptwerk Jerg Ratgebs, in die Sammlung. Auch nach Ende des Zweiten Weltkriegs wurden wichtige Werke von regionalen Künstlern erworben. Zu diesen zählen unter anderem Hans Schäufelin, Hans Holbein der Ältere, Lucas Cranach der Ältere und Christoph Amberger.
Später wurde die altdeutsche Sammlung durch exemplarische Werke wie eine Tafel vom Meister der Darmstädter Passion, das Werk Christus als Schmerzensmann von Hans Baldung und Hans Holbeins Graue Passion erweitert.
Italienische Malerei 1300–1800
Schon früh konnten bedeutende Werke wie zum Beispiel Mattia Pretis Großformat Christus und die Kanaaniterin und Fra Bartolommeos Fragmente mit der Marienkrönung erworben werden. Danach stellte 1852 der Ankauf der venezianischen Privatsammlung Barbini-Breganze mit einem hohen Anteil an Gemälden des Barock und des Rokoko die entscheidende Richtungsweisung dar. Diese Sammlung bildet mit 195 Bildern den größten Komplex innerhalb der italienischen Malerei in der Staatsgalerie und der Schwerpunkt, den sie gesetzt hat, ist noch immer sichtbar: Über die Hälfte der insgesamt gesammelten Gemälde stammen aus dem 17. und 18. Jahrhundert.
Kurz vor der Wende zum 20. Jahrhundert wurde die Leitung der Staatsgalerie erstmals einem Kunsthistoriker übergeben und so konnten nach der langen Zeit der klassizistischen Erwerbungen neue Erwerbungsakzente gesetzt werden. Im Jahre 1948 zogen durch Schenkungen 31 italienische Werke in die Staatsgalerie ein. Darunter befanden sich Bilder von Giambattista Pittoni, Bernardo Strozzi, Andrea Celesti, Francesco Maffei, Nicola Grassi und Luca Giordano. Den individuellen Charakter erlangt die Sammlung der Staatsgalerie durch Werke jener Künstler, welche nur selten in Museen vertreten sind. Dies sind unter anderem Crosato, Pietro Faccini und Gaspare Traversi. Auch neuere Erwerbungen wurden gemäß der vorhandenen Sammlungsstruktur getätigt.
1971 erhielt die Staatsgalerie als Vermächtnis von Gerhard Freiherr von Preuschen 36 frühitalienische Tafelgemälde. Dieser Sammlungsaspekt wurde außerdem mit einzelnen gezielten Ankäufen, etwa mit Werken von Mariotto Di Nardo oder Lorenzo Monaco sowie den Erbachschen Tafeln aus dem Umfeld Giottos ausgebaut.
Niederländische Malerei 1500–1700
Die niederländische Sammlung der Staatsgalerie umfasst rund 70 Gemälde aus beinahe drei Jahrhunderten. Dieser mittlere Umfang lässt sich darauf zurückführen, dass es erst spät möglich war, die Sammlung planvoll zu ergänzen. Einige wichtige Werke stammen aus historischem Besitz: Das Gemälde Bathseba im Bade von Hans Memling gelangte durch den Ankauf der Sammlung von Graf Gustav Adolf von Gotter in die Staatsgalerie. Jan van Amstels Bild Einzug Christi in Jerusalem war früher im Besitz des Burggrafen Reinhard von Roeder. Beide Werke wurden im 18. Jahrhundert erworben. Auch im darauffolgenden Jahrhundert wurden einige bedeutende Erwerbungen getätigt: Aus der Auktion des Gräflich Schönbornschen Kunstbesitzes im Jahre 1867 stammen die Werke Paulus im Gefängnis von Rembrandt van Rijn und Familienbildnis von Wybrand Simonsz. De Geests d. Ä.
Die ersten Akzente für die Galerie setzte die Schenkung von Heinrich von Rustige im Bereich der niederländischen Landschaftsmalerei. In den 1940er Jahren schenkte er der Staatsgalerie unter anderem Gemälde von Jan van Kessel, Allart van Everdingen, Joos de Momper und Anton Mirou. Außerdem konnten der Sammlung seit den 1950er Jahren Werke von Aelbert Bouts, Peter Paul Rubens, Rembrandt van Rijn, Frans Hals, Jan Davidsz. de Heem, Jan Steen, Emanuel de Witte und anderen Künstlern zugeführt werden.

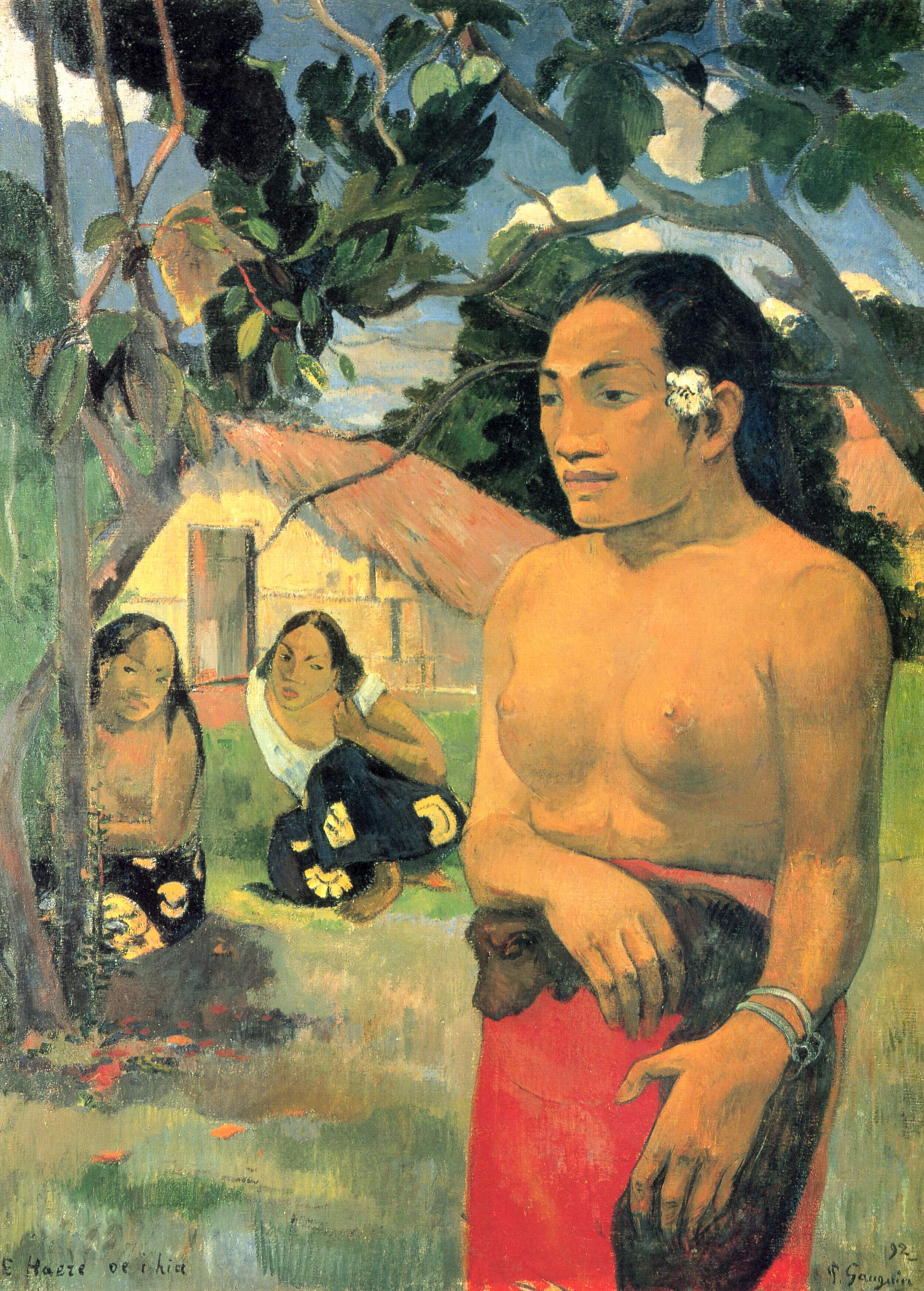
Paul Gauguin: Haere oe i hia („Wohin gehst du?“) I, 1892

Kunst 1800–1900
In der Sammlung des 19. Jahrhunderts befinden sich sowohl Werke mit regionalem Bezug, als auch internationale Kunst, vor allem aus Frankreich und England. Entstanden ist diese Sammlung aus fürstlichem Besitz des 18. Jahrhunderts heraus und erweitert wurde sie durch königliche Schenkungen im 19. Jahrhundert und gezielte Erwerbe, die bis in die Gegenwart andauern. Die Kunst der Romantik ist unter anderem vertreten durch Caspar David Friedrich, Carl Gustav Carus und Carl Blechen. Die Romantik bildet den Kontrapunkt zum südwestdeutschen Klassizismus, dessen Protagonisten der Bildhauer Johann Heinrich Dannecker und die Maler Gottlieb Schick und Philipp Friedrich von Hetsch sind. Im Bereich der französischen Kunst ist mit dem Romantiker Eugène Delacroix und dem Naturalisten Gustave Courbet sowohl die Mitte des Jahrhunderts vertreten als auch der frühe Impressionismus mit Claude Monet, Alfred Sisley und Pierre-Auguste Renoir (Madame Victor Chocquet). Stellvertretend für die Malerei der Jahrhundertwende sind wichtige Werke von Camille Pissarro, Paul Signac, Edgar Degas, Paul Cézanne und Paul Gauguin im Besitz der Staatsgalerie.
Kunst 1900–1980
Die Sammlung der Klassischen Moderne in der Staatsgalerie Stuttgart besteht nicht nur aus einzelnen herausragenden Werken, sondern bildet auch eine Art exemplarischen Querschnitt durch die verschiedenen Künstlergruppen und Stilströmungen der ersten Jahrzehnte des 20. Jahrhunderts. Die in den 1920er Jahren erworbenen Werke von unter anderem Ernst Barlach, Max Beckmann, Otto Dix, Conrad Felixmüller, Erich Heckel, Ernst Ludwig Kirchner, Paul Klee, Oskar Schlemmer und Karl Schmidt-Rottluff fielen ausnahmslos der nationalsozialistischen Aktion „Entartete Kunst“ zum Opfer und nur sehr wenige konnten zurückerworben werden. 1959 wurden 30 Werke der Sammlung des norwegischen Reeders Ragnar Moltzau angekauft. Damit erwarb die Staatsgalerie 30 Werke französischer Malerei des Impressionismus und von Pablo Picasso.
Dieser Bestand wurde in den Jahrzehnten 1960 und 1970 ausgebaut und auch auf die Plastik ausgedehnt. Durch den Erwerb der Sammlung des Stuttgarter Industriellen Hugo Borst kamen 1968 zahlreiche Gemälde von unter anderem Max Beckmann, Georges Braque, Paul Klee und August Macke hinzu. In den 1970er Jahren setzte man auf Erwerbungen des Bauhauses und des Konstruktivismus, aber auch Dadaismus und Surrealismus, und Joseph Beuys. 1998 wurde der Staatsgalerie die Sammlung Steegmann, welche Skulpturen und Gemälde von Pablo Picasso enthält, als Dauerleihgabe anvertraut. Zusätzlich wurde die Sammlung durch Werke von Henri Matisse, Piet Mondrian, Franz Marc und Otto Freundlich erweitert.

### Archive
Die Staatsgalerie verwahrt vier umfangreiche Archivbestände. Zwei beinhalten das Werk der Stuttgarter Künstler Oskar Schlemmer und Adolf Hölzel. Weiterhin besitzt sie den Nachlass des Kunsthistorikers Will Grohmann und verwahrt im Archiv Sohm eine große Sammlung intermediärer Kunst, wie zum Beispiel Fluxus, Happening und Konkrete Poesie.
Alle Archive sind der Öffentlichkeit zugänglich und zur Forschung nutzbar.

### Graphische Sammlung
Die international bedeutende Graphische Sammlung der Staatsgalerie Stuttgart umfasst Zeichnungen, Aquarelle, Druckgraphiken, Mappenwerke, Illustrierte Bücher, Buchobjekte, Plakate, Exlibris, Collagen und Fotografien. Sie beinhaltet über 400.000 Werke von mehr als 12.000 Künstlern. Im Jahr 2010 feierte sie ihr 200-jähriges Bestehen. Wechselnde Ausstellungen der Graphischen Sammlung finden im Graphik-Kabinett statt.

### „Sammlung Digital“ (ehemals „Digitaler Katalog“)
Die Sammlung Digital ermöglicht seit Januar 2009 einen Online-Zugang zu Katalogseiten und Thumbnail-Ansichten des Sammlungsbestands der Staatsgalerie. Gestartet wurde mit 500 Werken aus dem Bereich der Alten Meister bis ins 19. Jahrhundert. Weitere Werke folgen kontinuierlich. Im Dezember 2016 wurde mit dem Relaunch der Website auch der Digitale Katalog durch verschiedene Funktionen erweitert und in Sammlung Digital umbenannt. Neben einer Volltextsuche ist es auch möglich, über verschiedene Filterkategorien zu recherchieren und persönliche Lieblingswerke zu kennzeichnen. Seit 2023 können auch die Provenienzen einzelner Werke nachvollzogen werden.

### Kunstbibliothek
Die Bibliothek der Staatsgalerie Stuttgart umfasst über 130.000 Medien zu verschiedenen Kunstgattungen und Epochen vom Mittelalter bis zur Gegenwart. Der Bestand beinhaltet Monographien, Lexika, Zeitschriften, Werkverzeichnisse einzelner Künstler, Bestandskataloge sowie Auktions- und Ausstellungskataloge. Seit 1993 ist zudem das Archiv Stauffer mit 593 Publikationen zu Leben und Werk von Marcel Duchamp Teil der Bibliothek. Sie gehört damit zu einer der wenigen Spezialbibliotheken für Kunst.

## Sonderausstellungen
In der Staatsgalerie werden regelmäßig thematisch und zeitlich begrenzte Ausstellungen zu Künstlern oder Kunstrichtungen gezeigt, wie The Great Graphic Boom – Amerikanische Kunst 1960–1990 (2017), Pop Unlimited (2017) oder die Landesausstellung Baden-Württemberg Der Meister von Meßkirch, Francis Bacon. Unsichtbare Räume (2016/2017) oder Kirchner und die „Künstlergemeinschaft Brücke“ (2018).
Die bisher größte Ausstellung mit 185 Exponaten war Mythos Atelier. Von Spitzweg bis Picasso. Von Giacometti bis Nauman (2012/2013). Ein bedeutendes Exponat war beispielsweise das Atelier von Piet Mondrian, das rekonstruiert worden war und begehbar war.
Zum 50-jährigen Jubiläum der Kunstrichtung Fluxus fand die Ausstellung Fluxus! Antikunst ist auch Kunst (2012/2013) statt. Die Exponate stammten hauptsächlich aus dem Archiv Sohm der Staatsgalerie Stuttgart. Neben den wesentlichen Themenbereichen von Fluxus wurden auch Künstlerpersönlichkeiten wie George Brecht, George Maciunas, Yoko Ono oder Robert Watts vorgestellt.
Die Ausstellung Edward Burne-Jones. Das irdische Paradies. The earthly paradise (2009/2010) war die erste monographische Ausstellung zu Edward Burne-Jones.
Nach der aufwändigen Restaurierung von Hans Holbeins Grauer Passion wurde das Altarwerk, das 2003 erworben worden war, in der Ausstellung Hans Holbein d. Ä. Die Graue Passion in ihrer Zeit (2010/2011) gezeigt.
2014 zeigte die Staatsgalerie die Landesausstellung Baden-Württemberg unter dem Titel Oskar Schlemmer. Visionen einer neuen Welt die größte Retrospektive Schlemmers seit rund 40 Jahren. Vom 21. November 2014 bis zum 6. April 2015 würdigte sie das Werk des Stuttgarter Künstlers. Neben rund 200 Gemälden, Skulpturen, graphischen Arbeiten und Originalkostümen vermittelten auch bislang unveröffentlichte Dokumente, die im Jahr 2012 von der Staatsgalerie Stuttgart angekauft worden waren, die künstlerische Vision Schlemmers.
2016 wurde die Retrospektive Giorgio de Chirico. Magie der Moderne gezeigt.
Außerdem war von März 2019 bis Februar 2020, das spektakuläre Banksy-Kunstwerk Love is in the Bin in der Staatsgalerie zu sehen.

## Ausstellungsreihe „Offenes Depot“
Unter dem Titel „Offenes Depot“ startete die Staatsgalerie Stuttgart im Frühjahr 2009 eine neue Reihe konzentrierter Einblicke in ihre Sammlung. Ausgangspunkte sind die in den Depots und Archiven des Museums befindlichen Arbeiten und Sammlungsbereiche sowie die Auseinandersetzung mit dem Depot als Ort der Verwahrung und Kategorisierung selbst. Die Reihe stellt die Frage nach der Interaktion zwischen Kunstwerk und seinem Ort der Repräsentanz, dem Ordnungssystem Museum, nicht nur konkret in Bezug auf die Sammlung der Staatsgalerie Stuttgart, sondern präsentiert zudem aktuelle künstlerische Positionen.
Folgende Ausstellungen fanden bisher statt:
- Offenes Depot #01:[15] Anja Kirschner und David Panos – The Empty Plan. 29. Juni bis 9. Oktober 2011
- Offenes Depot #02:[16] Melvin Moti – Die Kunst der Orientierung. 12. November 2011 bis 4. März 2012
- Offenes Depot #03:[17] Simon Starling – ANALOGUE ANALOGIES (Under Small Yellow Horses / Double Patti / Christ Entombed [in an Archival Envelope] / Etc.). 26. Oktober 2013 bis 23. März 2014

## Offenes Depot der Sammlungen Scharpff
Die Staatsgalerie Stuttgart ist Teil des Kooperationsprojekts Offenes Depot der Sammlungen Scharpff und Scharpff-Striebich. Erstere wurde ab den 1960er Jahren vom Ehepaar Rudolf und Ute Scharpff aufgebaut, letztere von ihrer Tochter Carolin, die seit den 2000er Jahren Zeitgenössische Kunst sammelt. Mit dem Offenen Depot wird fünf deutschen Museen – Hamburger Kunsthalle, Kunstmuseum Stuttgart, Kunstmuseum Bonn, Staatsgalerie Stuttgart und Kunsthalle Mannheim – ermöglicht, mit den Beständen der beiden Sammlungen, nach eigenen Vorstellungen und Wünschen auf Basis eines Kooperationsvertrages zu arbeiten.

## Finanzierung
Die vom Land Baden-Württemberg getragene und als Landesbetrieb organisierte Staatsgalerie Stuttgart finanziert sich aus öffentlichen Geldern, Eintrittsgeldern und Sponsorengeldern. Zu den Sponsoren gehören u. a. die Mercedes-Benz Group AG, der Deutsche Sparkassenverlag, die Würth-Gruppe, die L-Bank, die Landesbank Baden-Württemberg und die Baden-Württembergische Bank.
Seit 1906 unterstützt der Verein Freunde der Staatsgalerie mit rund 10.000 Mitgliedern den Erhalt und Ausbau des Museums. Des Weiteren verstärkt der Verein die Kunstvermittlung und finanziert gelegentlich Publikationen und Ausstellungen. Zusätzlich wurde 1986 der Förderkreis mit rund 400 Angehörigen innerhalb der Freunde der Staatsgalerie gegründet. Ende 2007 wurde von dem Vorstand der Freunde der Staatsgalerie die unselbstständige Förderstiftung Freunde der Staatsgalerie Stuttgart gegründet, welche der Förderung von Kunst und Kultur dient. Da öffentliche Budgets für Kunstankäufe stets sinken, wirbt die Stiftung nachhaltig Mittel für die Staatsgalerie und die Freunde der Staatsgalerie ein.

## Restitution
Seit Oktober 2009 befasst sich in der Staatsgalerie die Historikerin Anja Heuß mit der Provenienzforschung. Geprüft wird, ob sich in dem Museum unrechtmäßig erworbenes Kulturgut befindet. Dabei wird vorrangig die Geschichte von Werken untersucht, die nach 1933 erworben wurden und vor 1945 entstanden sind. In neun Fällen liegen Ansprüche seitens Erben jüdischer Kunsthändler vor. Zusätzlich bearbeitet die Staatsgalerie Stuttgart selbsttätig weitere Fälle. Schwierig ist dabei zu unterscheiden, ob ein Kunstwerk unter normalen Bedingungen verkauft wurde, oder ob der Verkauf durch die Verfolgung bedingt war. Erschwert wird die Zuordnung außerdem, da das Inventar und alle Akten der Staatsgalerie Stuttgart während des Zweiten Weltkriegs verbrannten. Akten aus der Zeit vor 1933 besitzt die Staatsgalerie nicht.
2009 gab die Staatsgalerie zwei Gemälde an die Erben des jüdischen Vorbesitzers zurück, die dem Wuppertaler Kunsthändler Walter Westfeld gehört hatten und 1938 von den Nationalsozialisten widerrechtlich beschlagnahmt und versteigert worden waren. Bei den Werken handelte es sich um Adolph von Menzels Gemälde Stillleben mit umgestürztem Teekessel, sowie um das Bild Mädchen vor einer Laube eines unbekannten Malers.
Ebenfalls 2009 wurde das Augsburger Geschlechterbuch nach einem Rechtsstreit vor einem New Yorker Bundesgericht wieder dem Land Baden-Württemberg zugeschrieben. Im Zweiten Weltkrieg wurde der wertvolle „Stuttgarter Band“ an seinem Auslagerungsort Waldburg/Hohenlohe gestohlen und galt als verbrannt, bis er 2004 bei Sotheby’s in New York wieder auftauchte. Versuche der deutschen Botschaft, zu einer Einigung mit dem heutigen Besitzer zu kommen, hatten keinen Erfolg. 2010 kehrte er nach dem Zuspruch des Gerichts in den USA in die Graphische Sammlung der Staatsgalerie zurück. Der Band zeigt Wappenschilde, gehalten von verschiedenen fantasievoll dargestellten Figuren. Sein Zweck war es, den Rang und Status wappenführender Familien prunkvoll zu repräsentieren. 2012 widmete die Staatsgalerie dem wiedergewonnenen Band eine Ausstellung.
Im März 2013 wurde das Gemälde Maria mit Kind (anonymer flämischer Meister, ehemals dem Meister von Flémalle zugeschrieben) an die Erbengemeinschaft des früheren jüdischen Eigentümers Max Stern zurückgegeben. Es hatte sich herausgestellt, dass das Gemälde erst nach dem Erlass der Nürnberger Rassegesetze vom 15. September 1935 verkauft worden war. Daher ist der Verkauf als verfolgungsbedingt einzustufen.
Im Fall des jüdischen Kunsthändlers Alfred Flechtheim lagen bei sieben Werken Ansprüche seitens der Erben vor. Bei keinem der Werke konnte ein verfolgungsbedingter Verkauf festgestellt werden.
Werke, die unrechtmäßig erworben wurden und zu denen kein Erbe ausfindig gemacht werden kann, finden sich in der Lost Art-Datenbank. Damit wird den Erben die Gelegenheit gegeben, sich zu melden. In den staatlichen Museen Baden-Württembergs laufen derzeit 30 Restitutionsverfahren.
Die Ausstellung „Becoming Famous – Peter Paul Rubens“ rückte 2022 erneut das Gemälde „Geronima Spinola Spinola mit ihrer Enkelin Maria Giovanna Serra“ im Besitz der Staatsgalerie hinsichtlich seiner Provenienz aus jüdischem Besitz in den Fokus gerückt.

## Bildung und Vermittlung
Die Staatsgalerie bietet ein begleitendes Programm zu allen Ausstellungen an. Dieses richtet sich besonders an Kinder, Jugendliche und Familien; zum Beispiel in Form von Kinderpraxisführungen oder Familiensonntagen. Sie bietet außerdem umfassende Vermittlungsprogramme für verschiedene Zielgruppen, um den Zugang zu Kunst und Kultur zu fördern. Die Staatsgalerie legt großen Wert auf Inklusion und Barrierefreiheit. Dazu  zählt ein Programm für Menschen mit Hör-, Seh- oder Mobilitätseinschränkungen. Digitale Angebote wie virtuelle Touren und interaktive Inhalte ermöglichen es zudem, Kunst unabhängig von Ort und Zeit zu entdecken. Für Kitas und Schulen gibt es spezifische Programme, die an den Bildungsplan angepasst sind und praxisnah Kunst vermitteln. Diese vielfältigen Angebote richten sich an ein breites Publikum und fördern sowohl die Kunstbildung als auch den kulturellen Austausch. 
Im Oktober 2009 übergab die Rudi Häussler Jugend Stiftung ein Gebäude, das bis 1945 zur ehemaligen Württembergischen Akademie der bildenden Künste in der Urbanstraße gehört hatte, an die Staatsgalerie Stuttgart. Zuvor hatte es die Stiftung aus eigenen Mitteln vom Land erworben und saniert. Die Bildung und Vermittlung ist in diesem Gebäude untergebracht. Das Gebäude verfügt über verschiedene Gruppenarbeitsräume und einen Medienraum, in dem zu Fotografie und Film gearbeitet werden kann. Die Kunstarchive der Staatsgalerie füllen die restlichen Räume.

## Trivia
Die Staatsgalerie Stuttgart nutzt als erstes Kunstmuseum in Deutschland ein professionelles Qualitätsmanagementsystem nach ISO 9001 und ist seit 2016 auch im Bereich Umwelt- und Energiemanagement nach ISO 14001 und ISO 50001 zertifiziert.

## Filme
- Staatsgalerie Stuttgart (= Museums-Check. Folge 25). Reportage, 30 Min., Moderation: Markus Brock, Produktion: 3sat. Erstausstrahlung: 11. Mai 2014.[29]